# Acakyra nigrofasciata
Acakyra nigrofasciata là một loài bọ cánh cứng trong họ Cerambycidae.